# Smith Curtis
Pour les articles homonymes, voir Curtis.
Smith Curtis (16 novembre 1855-28 août 1949,) est un homme politique canadien de la Colombie-Britannique. Il est député provincial indépendant dans la circonscription britanno-colombienne de West Kootenay-Rossland de 1900 à 1903.
Il est ministre des Mines dans l'éphémère gouvernement du premier ministre Joseph Martin

## Biographie
Né dans le Leeds Township dans le Canada-Ouest (aujourd'hui Ontario), Curtis étudie en Ontario. Nommé au barreau du Manitoba en 1885 et au barreau de la Colombie-Britannique en 1886, il travaille ensuite comme mineur. Curtis est aussi partenaire avec Joseph Martin dans un cabinet d'avocats à Portage la Prairie au Manitoba. Curtis siège aussi au conseil municipal de la ville.
Martin meurt à Kamloops en Colombie-Britannique en août 1949 à l'âge de 93 ans.